# Parti communiste d'Inde (marxiste)
Pour les articles homonymes, voir Parti communiste d'Inde (homonymie).
Cette page contient des caractères d'alphasyllabaires indiens. En cas de problème, consultez Aide:Unicode.

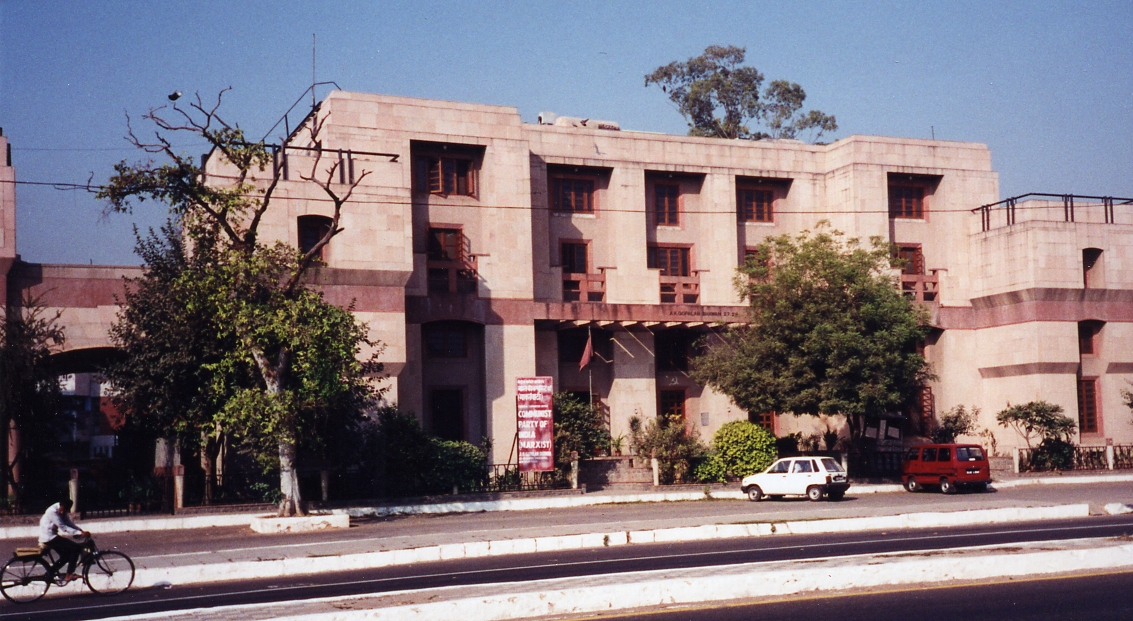
Le siège national du CPI(M) à New Delhi.

Le Parti communiste d'Inde (marxiste) (भारत की कम्युनिस्ट पार्टी (मार्क्सवादी) (Bhārata kī Kamyunisṭa Pārṭī (Mārksavādī)) est un parti politique indien. Il a eu une forte présence dans les États du Kerala, du Bengale-Occidental et du Tripura. Il est le leader de la Coalition du Front de gauche dans plusieurs États, dont au Bengale-Occidental qu'il a dirigé sans discontinuer de 1977 à mai 2011, notamment sous la houlette du ministre en chef Jyoti Basu, resté vingt-trois ans en fonction, et au Tripura où le Front de gauche était majoritaire de 1993 à 2018. Au Kerala, il est le leader du Front démocratique de gauche, périodiquement au pouvoir, en alternance avec le parti du Congrès. Au niveau fédéral, il est représenté au sein de la Chambre basse, Lok Sabha, ainsi qu'au sein de la Chambre haute, Rajya Sabha.
Le parti est né d'une scission du Parti communiste d'Inde en 1964. Le CPI(M) revendiquait alors 118 683 membres, contre 1 044 833 membres en 2011. Le Parti communiste d'Inde (marxiste) invoque dans son discours des thèses anticapitalistes, antimondialistes et anti-impérialistes. Il trouve ses origines dans la résistance à la colonisation britannique dans les années 1930, la lutte contre le système de caste et pour une réforme agraire.

## Histoire

### Scission au sein du Parti communiste d'Inde et formation du PCI(M)
Le CPI(M) est né à la suite d'une scission au sein du Parti communiste d'Inde (Communist Party of India – CPI). Le CPI d'origine connaît une période d'essor au cours des années qui ont suivi la Seconde Guerre mondiale. Le CPI mène des rébellions armées dans le Telangana, le Tripura et le Kerala. Toutefois, il abandonne rapidement la stratégie de la révolution armée pour agir dans le cadre parlementaire. En 1950, B.T. Ranadive, secrétaire-général du CPI et représentant majeur de l'aile radicale du parti, est rétrogradé pour « aventurisme de gauche ».
Sous le gouvernement du Congrès national indien de Jawaharlal Nehru, l'Inde indépendante établit des relations étroites et un partenariat stratégique avec l'Union soviétique. Le gouvernement soviétique souhaite par conséquent que les communistes indiens modèrent leurs critiques envers l'État indien et adoptent un rôle de soutien envers les gouvernements du Congrès national indien. Cependant, une grande partie du CPI revendique l'idée que l'Inde est encore un pays semi-féodal et que la lutte des classes ne peut pas être étouffée au profit des intérêts de la politique commerciale et étrangère soviétiques. En outre, le Parti du Congrès se révèle généralement hostile envers ses adversaires politiques. En 1959, le gouvernement central intervient pour imposer la Loi présidentielle au Kerala, renversant le cabinet E. M. S. Namboodiripad, premier élu du PCI(m) et alors seul gouvernement du pays non issu du Parti du Congrès).

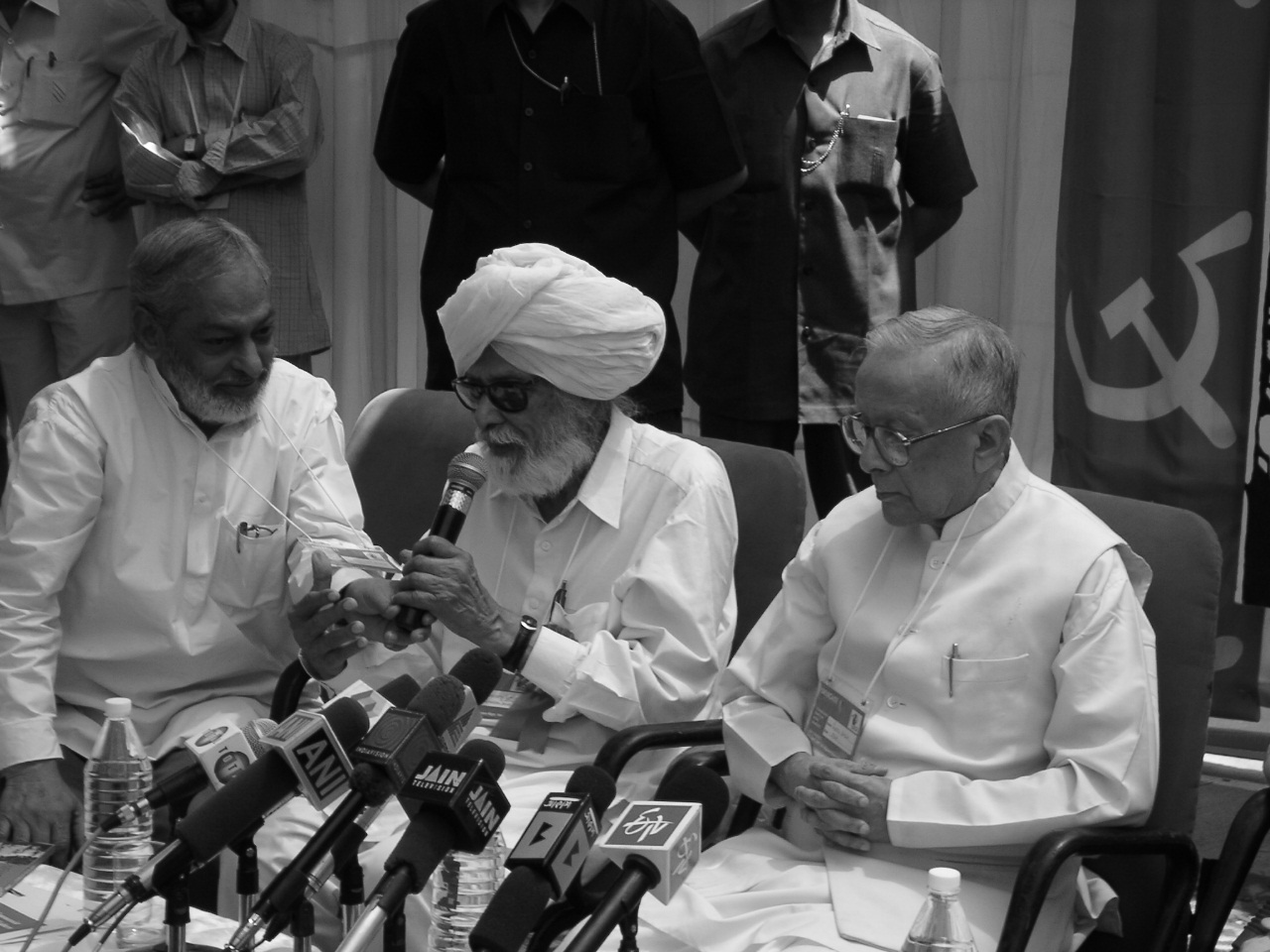
Harkishan Singh Surjeet (au centre) et Jyoti Basu (à droite).

À la même époque, les relations entre le Parti communiste de l'Union soviétique (PCUS) et le Parti communiste chinois (PCC) se dégradent. Au début des années 1960, le Parti communiste chinois commence à accuser le PCUS de devenir révisionniste et de s'écarter de la voie du marxisme-léninisme. Les relations sino-indienne se détériorèrent aussi, et les querelles frontalières entre les deux pays dégénèrent et aboutissent à la guerre sino-indienne de 1962. Pendant la guerre avec la Chine, une fraction des communistes indiens soutient la position du gouvernement indien, tandis que d'autres branches du parti affirment qu'il s'agissait d'un conflit entre un État socialiste et un État capitaliste ; ces dernières adoptent donc une position pro-chinoise. Trois tendances cohabitent au sein du parti : les internationalistes, les centristes et les nationalistes. Les internationalistes soutiennent la position chinoise alors que les nationalistes soutiennent celle de l'Inde, les centristes adoptant une position neutre. Parmi les dirigeants les plus notables, S. A. Dange est de tendance nationaliste. B. T. Ranadive, Puchalapalli Sundaraiah, P. C. Joshi, Makineni Basavapunnaiah, Jyoti Basu et Harkishan Singh Surjeet soutiennent la Chine, tandis que Ajoy Ghosh est le représentant le plus important de la tendance centriste.
L'origine de la différence d'opinion entre les deux factions de l'IPC est idéologique — et basée sur l'évaluation de scénario indien et le développement d'un programme du parti. Cette différence d'opinion est également le reflet d'une différence idéologique similaire au niveau international entre les partis soviétiques et chinois. L'« aile droite » au sein du parti suit le chemin soviétique et met en avant l'idée d'une alliance avec le parti alors au pouvoir — le Parti du Congrès. Ce que la faction du PCI, qui devient plus tard le PCI (Marxiste), qualifie de révisionnisme et de collaboration de classe.
C'est cette différence idéologique qui, intensifiée avec le temps, et couplée au niveau international avec l'opposition soviéto-chinoise, donne finalement naissance au Parti communiste d'Inde (marxiste), selon sa propre analyse.
En généralisant, la plupart des dirigeants communistes du Bengale-Occidental soutiennent la Chine, pendant que les dirigeants communistes des autres États appuient la position de  l'Inde[réf. nécessaire]. Des centaines de dirigeants du CPI, accusés d'être pro-chinois, sont emprisonnés. C'est également le cas de quelques nationalistes, soupçonnés d'être pro-chinois pour avoir pris l'habitude d'exprimer leur opinion uniquement lors des réunions de parti. Des milliers de communistes sont emprisonnés sans jugement. Ces personnes ciblées par l'État accusent alors les dirigeants pro-soviétiques du CPI de conspirer avec le gouvernement du Congrès afin de s'assurer de leur propre hégémonie sur le parti.
En 1962, Ajoy Ghosh, le secrétaire général du CPI, meurt. S. A. Dange est désigné au poste nouvellement créé de président du parti et E. M. S. Namboodiripad à celui de secrétaire-général. C'est une tentative de compromis : Dange représente le courant droitier du parti et Namboodiripad le courant de gauche.
Lors de la réunion du Conseil national du CPI du 11 avril 1964, 32 membres du Conseil quittent la salle en signe de protestation, accusant Dange et ses sympathisants de mener une « politique anti-unitaire et anti-communiste ».
L'aile gauche du parti, à laquelle ces 32 membres du Conseil national appartiennent, organise une convention à Tenali (Andhra Pradesh) du 7 au 11 juillet. Durant cette convention, les conflits internes au parti font l'objet de débats. 146 délégués, revendiquant représenter 100 000 membres du CPI, prennent part à ces débats. La convention décide de convoquer le 7e Congrès du CPI à Calcutta dans le courant de la même année.
Témoignant d'une différence avec l'aile pro-Dange du parti, la convention de Tenali est marquée par l'affichage d'un grand portrait du leader communiste chinois Mao Zedong.
Durant la convention, un groupe pro-chinois basé au Bengale, représentant un des courants les plus radicaux de l'aile gauche du CPI, présente sa propre proposition d'avant-projet de programme. Ces radicaux critiquent la proposition d'avant-projet établi par Makineni Basavapunnaiah qui selon eux sape la lutte des classes et ne prend pas clairement une position pro-chinoise dans le conflit idéologique entre le PCUS et le PCC.
Après la convention de Tenali, l'aile gauche du CPI organise des réunions du parti au niveau des districts et des États. Au Bengale-Occidental, quelques-unes de ces réunions deviennent des champs de bataille entre les éléments les plus radicaux et les dirigeants plus modérés. Lors de la réunion de district de Calcutta, un avant-projet de programme alternatif est présenté à la direction par Parimal Das Gupta, l'une des figures majeures parmi les intellectuels d'extrême gauche du parti. Azizul Haque fait une autre proposition alternative lors de cette réunion, mais les organisateurs lui interdisent dès le début de la présenter. Lors de cette réunion de district à Calcutta, 42 délégués s'opposent à la proposition officielle d'avant-projet de M. Basavapunnaiah.
À la réunion de district de Siliguri, le principal avant-projet est accepté, mais avec quelques points supplémentaires proposés par le cadre d'extrême-gauche Charu Majumdar. Toutefois, Harekrishna Konar, représentant la direction de l'aile gauche du CPI, interdit le slogan Mao Tse-Tung Zindabad (« Longue vie à Mao Zedong ») lors de la réunion.
Le document de Parimal Das Gupta est également été présenté à la Conférence du Bengale occidental organisée par l'aile gauche du PCI. Das Gupta et quelques-uns autres prennent la parole lors de la conférence, exigeant que le Parti ratifie l'analyse de classe de l'État indien présenté à la conférence du PCI en 1951. Sa proposition est rejetée.
Le Congrès de Calcutta a lieu entre le 31 octobre et le 7 novembre au Tyagraja Hall dans le sud de Calcutta. Simultanément, le groupe de Dange convoque un Congrès du PCI à Bombay. Ainsi, le PCI est divisé en deux parties. Le groupe réuni à Calcutta adoptera plus tard le nom de « Parti communiste indien (marxiste) », afin de se différencier du groupe de Dange. Le PCI(M) adopte également son propre programme politique. P. Sundarayya est élu secrétaire général du parti.
Au total, 422 délégués prennent part au congrès de Calcutta. Le PCI(M) affirme qu'ils représentent 104 421 membres du PCI, soit 60 % du total des membres du parti.
Lors de la conférence de Calcutta, le Parti communiste d'Inde (marxiste) adopte une analyse de classe sur le caractère de l'État indien, et affirment que la collaboration entre la grande bourgeoisie indienne et l'impérialisme va croissant.
Le projet alternatif de Parimal Das Gupta n'est pas distribué à la conférence de Calcutta. Toutefois, Souren Basu, un délégué du bastion d'extrême gauche Darjeeling, prend la parole à la conférence pour demander pourquoi le portrait de Mao Tse-Toung ne figure pas parmi tous les portraits des leaders communistes. Son intervention recueille des salves d'applaudissements parmi les délégués de la conférence.

### Premières années du PCI(M)
Le PCI(M) naît dans un climat politique hostile. Lors de la tenue de son Congrès de Calcutta, une grande partie de ses dirigeants et cadres étaient déjà emprisonnés sans procès. Les 29 et 30 décembre 1964, plus d'un millier supplémentaire de cadres du PCI(M) sont arrêtés et détenus en prison sans procès. En 1965, de nouvelles vagues d'arrestations des cadres du PCI(M) ont lieu dans l'Ouest du Bengale, à la suite de l’agitation lancée par le parti contre la hausse des tarifs des tramways de Calcutta et contre la crise alimentaire qui prévalant alors. Des grèves générales et des révoltes ont été observées le 5 août 1965, le 10 et le 11 mars 1966 et le 6 avril 1966. En mars 1966, la grève générale cause plusieurs morts lors d'affrontements avec les forces de police.

### Situation récente
Après avoir perdu la direction du Bengale-Occidental en 2011, le parti est largement battu aux élections à l'Assemblée législative du Tripura en février 2018 au profit du Bharatiya Janata Party (BJP). En 2019, le parti ne dirige donc plus que l'État du Kerala.
Il y mène une politique d'investissements massifs dans la lutte contre la pauvreté, avec notamment la distribution de cartes d'approvisionnement permettant un accès presque gratuits aux aliments de base et l'instauration d'un salaire minimum deux fois supérieur à la moyenne nationale, dans l'éducation et la santé. Selon le géographe Srikumar Chattopadhyay, « les communistes ont aussi fortement développé le système des panchayat, ces conseils villageois qui permettent la participation de chacun au développement de l’État. » Le CPI(M) a la particularité d'avoir de bons rapports avec toutes les religions,.
Le secrétaire général du Parti communiste, Sitaram Yechury, est arrêté en 2019 par la police en marge d'une manifestation contre la loi sur la citoyenneté, adoptée par le premier ministre Narendra Modi et discriminatoire à l'égard des musulmans.

## Résultats électoraux

États où le CPI(M)…
… fait partie du gouvernement.
… est le principal parti d'opposition.
… est un parti d'opposition minoritaire.
… n'a pas d'élu à la Vidhan Sabha.

Depuis 1957, le PCI(M) remporte régulièrement les élections dans l’État du Kerala (au Sud-Ouest de l'Inde, 35 millions d'habitants). Il y est associé aux investissements massifs dans l'éducation (avec un taux d'alphabétisation de 95 %, le Kerela est l’État le plus alphabétisé d'Inde) et à un système de santé auquel les plus pauvres peuvent accéder gratuitement.